# 歐陽誥
歐陽誥（1466年—1548年），字賜之，號饬庵，江西吉安府泰和縣人，民籍，明朝政治人物。

## 生平
弘治二年己酉科江西鄉試第三十一名舉人。任应城教谕。弘治十五年（1502年）中式壬戌科會試第一百三名，二甲第二十四名進士。授南京工部屯田司主事，督税榷厂，尋丁内外艰。正德五年（1510年），起补南京吏部稽勋司主事，晋文选司郎中，十一年出知金华府。調官漢陽府知府。嘉靖三年（1524年），遷任山東都轉運鹽使，後罷歸。家居二十餘年卒。

## 家族
曾祖歐陽永仁；祖父歐陽廣濬，恩例冠帶；父歐陽寧，蜀府紀善。母王氏。具庆下。